# Hinrich John
Hinrich John (República Federal Alemana, 11 de mayo de 1936) fue un atleta alemán especializado en la prueba de 110 m vallas, en la que consiguió ser subcampeón europeo en 1966.

## Carrera deportiva
En el Campeonato Europeo de Atletismo de 1966 ganó la medalla de plata en los 110 m vallas, con un tiempo de 14.0 segundos, llegando a meta tras el italiano Eddy Ottoz que con 13.7 s igualó el récord de los campeonatos, y por delante del francés Marcel Duriez.